# ゴーティエ・ドネー
ゴーティエ・ドネー またはドルネー（Gauthier d'AunayまたはGauthier d'Aulnay, 1288/91年頃 - 1314年4月19日 ポントワーズ）は、ノルマンディーの騎士。1312年よりフランス王フィリップ4世の息子シャルルの妃ブランシュ・ド・ブルゴーニュの愛人であり、最期は残酷な皮剥ぎの刑に処されたことで知られる。

## 家族
小貴族ムシー＝ル＝ヌフ、メニル、グラン＝ムーラン卿ゴーティエ5世・ドネー（1318/25年頃没）の長男に当たる。弟フィリップ・ドネーは、モンモランシー卿マテュー3世の孫娘アニェス・ド・モンモランシーと結婚した。その子にフィリップ2世ル・ガロア（1392年以前没）、ピエール、ジャン、マルグリット・ドネー（またはドルネー）らがいる。
ゴーティエはフランス王フィリップ4世の次男ポワティエ伯フィリップ（後のフランス王フィリップ5世）の下級騎士であった。
王子シャルル妃ブランシュ・ド・ブルゴーニュを嫌っていたフィリップ4世の末娘であるイングランド王妃イザベルが義姉マルグリットとブランシュの不貞を確信したことにより、ネールの塔事件が起こり、王家は混乱し、ゴーティエとフィリップは有罪とされた。
ドネー兄弟は貴族階級であったにもかかわらず拷問に掛けられ、ゴーティエらはすぐに自白し、 不敬罪（姦淫により王家の子孫の継承権に疑いを投げかけることができる）により有罪を宣告され、弟フィリップと共に特に残虐な方法を用いてポントワーズのグラン・マルトロワ広場にて処刑された。

## 実刑
車裂きにされ、生きたまま皮を剥がれ、去勢され、沸騰させた硫黄と鉛を掛けられた後、断頭され、通りを馬で引きずられ、絞首台に数週間遺体が腐敗するまで吊るされた。彼らの切断された性器は犬に餌として与えられた。
後世の作家フランソワ＝ルネ・ド・シャトーブリアンは『Études historiques』の中で、当事件を元に詩を書き記した。
2人の若く歪みし騎士 彼らは身体にこれ程までにない苦痛を味わった
彼らは鋭利な刃物で皮を剥がれた
その後、去勢され
切り取られた性器は浅橋から犬の餌として投げ与えられた。
以降詩には「生きたまま皮を剥がされ、モビュイソン（英語版）の刈りたての草地に引きずり込まれ、身体を切断され、腕の下に絞首台に吊るされた」と記されている。

同時代の年代記には以下のように記録されている。 
だからこそ、このような悪名高き罪を犯した彼らは公共の広場で生きたまま皮を剥ぐ姿を公開され、屈辱と苦痛と死により償わせられた。全裸にされて去勢され、肩と腕の関節を裂かれ、断頭され、馬で引きずられ、絞首台に吊るされた。

## 登場するフィクション作品
- ピエール・マロドン（フランス語版）監督 無声映画『ネールの塔の英雄ビュリダン』（フランス語版）（1923年） - 役者名は不明だが、ゴーティエ・ドネー役の人物が登場している。
- アベル・ガンス監督 映画『悪の塔』（1955年） - ポール・ゲール（英語版）
- クロード・バルマ監督 テレビドラマ『呪われた王』（1972年版）（フランス語版） - ヴィンセント・ゴーティエ（フランス語版）
- ジョゼ・ダヤン監督 テレビドラマ『呪われた王』（2005年版）（フランス語版） - ピエール・トリエトン